# Riogordo
Riogordo település Spanyolországban, Málaga tartományban. Riogordo Alfarnatejo, Almáchar, Periana, El Borge, Cútar, Comares és Colmenar községekkel határos. Lakosainak száma 2778 fő (2024).

## Népesség
A település népessége az elmúlt években az alábbi módon változott:
| Lakosok száma | 2673 | 2873 | 3052 | 3102 | 3107 | 2896 | 2715 | 2724 | 2762 | 2778 |
|               | 2001 | 2004 | 2007 | 2009 | 2012 | 2014 | 2017 | 2019 | 2022 | 2024 |